# Luca Sangalli Fuentes
Luca Sangalli Fuentes (Sant Sebastià, Guipúscoa, 10 de febrer de 1995) és un futbolista professional basc que juga com a mitjapunta al Màlaga CF.

## Carrera esportiva
Sangalli va jugar per la Reial Societat donostiarra de juvenil, (tenint minuts en la Lliga Juvenil de la UEFA el 2013). Va ser pujat al segon equip el 23 de juny de 2014, i va fer el seu debut professional el 5 d'octubre substituint Eneko Capilla en un empat 1 a 1 fora de casa contra el CD Toledo de Segona Divisió B.
Sangalli va marcar el seu primer gol com a professional el 3 d'octubre de 2015, igualant el marcador en un empat 3 a 3 contra la Sociedad Deportiva Amorebieta. Sent titular indiscutible amb el B va renovar el seu contracte fins al 2019 el 26 de maig de 2017, però es va perdre els primers mesos de la temporada 2017–18 a causa de les lesions.
El 14 d'agost de 2018 Sangalli va ser pujat definitivament al planter de primera i va renovar el seu contracte fins al 2020. Va fer el seu debut en la categoria el 31 d'agost, començant de titular en una derrota 1 a 2 fora de casa contra la SD Eibar.
El 5 d'octubre de 2018 Sangalli va marcar el seu primer gol professional, fent el segon del seu equip en una victòria 3 a 1 fora de casa contra l'Athletic Club en el derbi basc. A final de mes, a 23 anys, va patir un petit accident vascular cerebral. Va tornar a jugar el següent gener contra el RCD Espanyol, i va rebre una ovació en sortir del camp.
Sangalli es va passar la temporada 2020–21 en blanc a causa d'una lesió de genoll. El juliol de 2021, fou relegat a l'equip B després que aquest pugés a la Segona Divisió. El juliol de 2021, va baixar a l'equip B, ascendit a la Segona Divisió.
El 14 de juny de 2022, Sangalli va signar contracte per un any amb l'FC Cartagena també de segona.

## Internacional
Sangalli va debutar amb la selecció basca de futbol el 12 d'octubre de 2018. Fou un dels diversos suplents en una alineació experimental que va guanyar 4–2 contra Veneçuela a Mendizorrotza.

## Palmarès
Reial Societat
- 1 Copa del Rei: 2019-20